# إليزابيث ديلاتور بريفال
إليزابيث ديبروس ديلاتور بريفال (ولدت حوالي عام 1962) هي سيدة أعمال من هاييتي، ومستشارة اقتصادية رئاسية وخبيرة اقتصادية. أصبحت السيدة الأولى لهايتي في 6 ديسمبر 2009، عندما تزوجت من الرئيس رينيه بريفال.

## الحياة المهنية والشخصية
ديلاتور هي أرملة ليزلي ديلاتور، الحاكم السابق لبنك الجمهورية، البنك المركزي للبلاد. كان للزوجين طفلان معًا أثناء زواجهما، والذي استمر حتى وفاة ليزلي ديلاتور في 26 يناير 2001.
حصلت ديلاتور على ماجستير إدارة الأعمال من جامعة جورج واشنطن في عام 1988. عملت سيدة أعمال في شركة كهرباء هايتي بالإضافة إلى مقاول طرق خلال مسيرتها المهنية. عملت كمستشارة اقتصادية للرئيس رينيه بريفال قبل زواجها منه في ديسمبر 2009.

## سيدة هايتي الأولى
تزوجت إليزابيث ديبروس ديلاتور من رينيه بريفال يوم الأحد 6 ديسمبر 2009 لتصبح السيدة الأولى لهايتي. أقيم حفل الزفاف في الساعة 11 صباحًا في منزل ديلاتور في فورسي، إحدى ضواحي العاصمة بورت أو برنس. كانت ديلاتور، التي كانت تبلغ من العمر 47 عامًا وقت الزفاف،  ترتدي فستانًا بيج، بينما ارتدى بريفال حلة بيضاء. حضر الحفل ما يقرب من خمسين شخصًا. كان هذا هو الزواج الثاني لديلاتور، بينما كان بريفال قد تزوج مرتين من قبل، وكلاهما انتهى بالطلاق. ذهب الزوجان في شهر عسل لمدة يومين قبل الانتقال إلى القصر الوطني رسميًا في 9 ديسمبر 2009.
زلزال هايتي 2010
قامت ديلاتور بريفال بالمساعدة في جهود الإعانات الدولية في يناير 2010 في أعقاب زلزال هايتي عام 2010، الذي دمر بورت أو برنس والمنطقة المحيطة بها. هربت السيدة الأولى والرئيس من القصر الوطني، الذي انهار في الزلزال. كان الزوجان على وشك دخول المسكن الرئاسي الخاص في القصر الوطني عندما ضرب الزلزال. تمكن كلاهما من الابتعاد عن القصر قبل أن ينهار المبنى. انتشرت شائعات كاذبة في البداية في بورت أو برنس بأن ديلاتور بريفال قد قُتلت في الزلزال.
في أعقاب الزلزال قال ديلاتور بريفال للصحفيين: «أنا مقتنعة بأن البلاد ستنجح. وترى التضامن بين الناس، هناك أمل»، كما دافعت ديلاتور بريفال عن حكومة الرئيس بريفال الهايتية ضد الانتقادات القائلة بأن كان غير فعال، أو حتى غير موجود، في الأيام التي أعقبت الزلزال. وجددت أن الحكومة ما زالت تعمل، معترفة بأن هناك مخاوف واسعة النطاق بشأن فاعلية الحكومة، خاصة بعد انهيار مبان حكومية رئيسية، بما في ذلك القصر الوطني. صرحت ديلاتور بريفال في مقابلة، «بصريًا، لا يمكن للناس رؤية ما اعتادوا التعرف عليه كرموز للدولة ... لقد أدى ذلك إلى نوع من الذعر، هل هم موجودون أم ليسوا هناك؟»